# 迪伦·莱维特
迪伦·莱维特（英語：Dylan Levitt，2000年11月17日—），威尔士男子足球运动员，场上位置是中场，現效力於蘇超球隊希伯尼。

## 國家隊生涯
莱维特曾代表威尔士代表队参加2022年国际足联世界杯，结果队伍止步小组赛阶段。